# Piatra Craiului

Piatra Craiului 3D

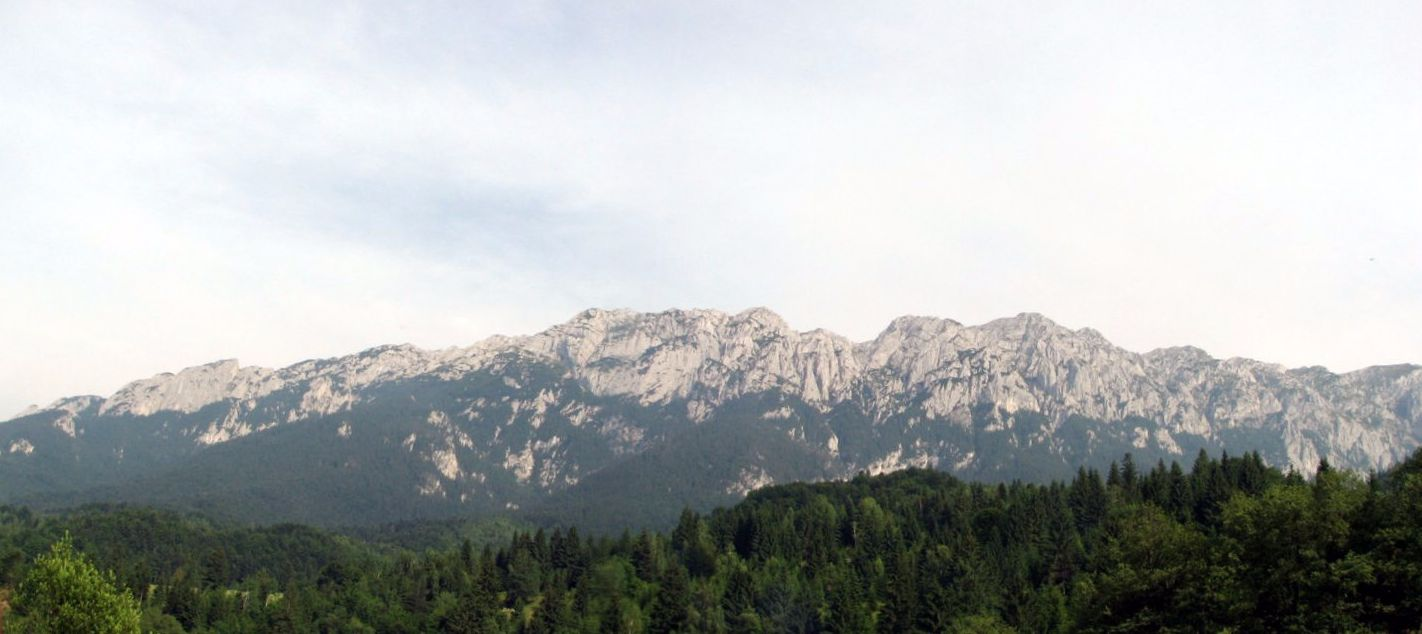
Panorama Piatra Craiului

Piatra Craiului – góry w rumuńskich Karpatach południowych. Stanowi je 20 kilometrowy masyw o wapiennym grzebieniu, z wzniesieniami sięgającymi ponad 2000 m n.p.m. Najwyższym szczytem jest Vârful La Om 2238 m n.p.m.

Na terenie pasma położony jest Park Narodowy Piatra Craiului.